# فرنسيس هيرون
فرنسيس هيرون (بالإنجليزية: Francis Heron)‏ هو لاعب كرة قدم بريطاني (وحمل سابقاً جنسية المملكة المتحدة لبريطانيا العظمى وأيرلندا) في مركز الهجوم، ولد في 1853 في لندن في المملكة المتحدة، وتوفي في 23 أكتوبر 1914. شارك مع منتخب إنجلترا لكرة القدم. أما مع النوادي، فقد لعب مع Wanderers F.C. ‏.

## وصلات خارجية
- فرنسيس هيرون على موقع ناشيونال فوتبول تيمز (الإنجليزية)